# Križevci község
Križevci község (szlovén nyelven Občina Križevci) Szlovénia 212 alapfokú közigazgatási egységének, azaz községének egyike a Pomurska statisztikai régióban. Adminisztratív központja Križevci pri Ljutomeru település.

## A községhez tartozó települések
A községhez Križevci pri Ljutomeru székhelyen kívül a következő települések tartoznak:
- Berkovci
- Berkovski Prelogi
- Boreci
- Bučečovci
- Dobrava
- Gajševci
- Grabe pri Ljutomeru
- Iljaševci
- Ključarovci pri Ljutomeru
- Kokoriči
- Logarovci
- Lukavci
- Stara Nova Vas
- Vučja Vas
- Zasadi

## Népesség
| Lakosok száma | 3765 | 3761 | 3778 | 3778 | 3748 | 3658 | 3638 | 3618 | 3545 | 3542 |
|               | 2008 | 2009 | 2011 | 2012 | 2013 | 2015 | 2016 | 2017 | 2019 | 2020 |